# Ophioplinthus scissa
Ophioplinthus scissa är en ormstjärneart som först beskrevs av Jean Baptiste François René Koehler 1908.  Ophioplinthus scissa ingår i släktet Ophioplinthus och familjen fransormstjärnor. Inga underarter finns listade i Catalogue of Life.